# لودویگ مولر (بازیکن فوتبال)
لودویگ مولر (انگلیسی: Ludwig Müller؛ ۲۵ اوت ۱۹۴۱ – ۲۴ ژوئن ۲۰۲۱) بازیکن فوتبال اهل آلمان بود.
از باشگاه‌هایی که در آن بازی کرده‌است می‌توان به باشگاه فوتبال نورنبرگ، باشگاه فوتبال بروسیا مونشن‌گلادباخ، و باشگاه فوتبال هرتابرلین اشاره کرد.
وی همچنین در تیم ملی فوتبال آلمان بازی کرده‌است.